# 瓦西里·伊万诺夫
瓦西里·伊万诺维奇·伊万诺夫 (俄语：Васи́лий Ива́нович Ивано́в，1905年—1989年)是苏联外交官。

## 生平
1928年加入苏联共产党。1955年6月16日至1957年2月22日出任苏联驻朝鲜大使。1957年3月7日至1960年11月24日擔任蘇聯駐阿尔巴尼亚大使。1974年退休。